# Video sharing
Nel linguaggio informatico, il video sharing o condivisione video indica genericamente l'atto di condivisione di file video attraverso la rete, per mezzo di programmi di file sharing (che sono utilizzati genericamente per vari tipi di file, non soltanto video) o siti Internet appositamente creati, come YouTube, Yahoo! Video, MySpace, Peertube, iFilm, Vimeo, DreamHost, Dailymotion, Porkolt, Kaltura.

## Descrizione
I video possono essere condivisi attraverso un Link Collegamento ipertestuale, l'URL (il loro indirizzo) o con l'incorporazione di uno script che solitamente inizia con il tag HTML: Iframe, come nel caso di Facebook e YouTube. Oltre a questo parametro fondamentale, per condividere un video su un sito web è bene settarne anche l'altezza e la larghezza, misure quasi sempre variabili, configurandole in modo tale che la visualizzazione sia reattiva a mobile e tablet. 
I contenuti video protetti da diritto d'autore spesso non possono essere salvati direttamente sul computer, ma solamente visualizzati con il proprio browser. 
Programmi di registrazione audio e video consentono di "catturare" il segnale in uscita dalle periferiche ossia il video mentre sono visibili a monitor, e l'audio in uscita dalle casse. Programmi di questo tipo sono disponibili anche come apposite estensioni di Internet Explorer e Mozilla Firefox, quali Video Download Helper.
Yahoo Video è l'esempio di un sito dove le case discografiche inseriscono i video musicali e le anteprime.